# 鬼平犯科帳スペシャル 一寸の虫
『鬼平犯科帳スペシャル 一寸の虫』（おにへいはんかちょうスペシャル いっすんのむし）は、フジテレビ系列で2011年4月15日に放送された時代劇ドラマ（単発）。池波正太郎原作の時代劇シリーズ『鬼平犯科帳』のスペシャル版。フィルム撮影。

## 概要
本作は、二代目中村吉右衛門主演のテレビ時代劇『鬼平犯科帳』のテレビ第7シリーズの第6話「殺しの波紋」と第9シリーズの第2話「一寸の虫」のリメイク作品にあたる。

## キャスト
- 長谷川平蔵 - 二代目中村吉右衛門
- 久栄 - 多岐川裕美
- 酒井祐助 - 勝野洋
- 木村忠吾 - 尾美としのり
- 村松忠之進 - 沼田爆
- 三井忠次郎 - 中村吉之助
- 竹内孫四郎 - 中村吉三郎
- 山崎国之進 - 中村吉五郎
- 小柳安五郎 - 谷口高史
- 田島 - 中村吉六
- 望月 - 中村吉二郎
- 小林金弥 - 三代目中村歌昇
- 小房の粂八 - 蟹江敬三
- 伊三次 - 三浦浩一
- 大滝の五郎蔵 - 綿引勝彦
- 三次郎 - 藤巻潤
- おとき - 江戸家まねき猫
- おまさ - 梶芽衣子
- 仁三郎 - 寺脇康文
- 富田庄五郎 - 原田龍二
- 鹿谷の伴助 - 北見敏之
- 名草の与八 - 中西良太
- 袋井の富造 - 上杉祥三
- おろく - 林美穂
- 竹松 - 田中聡元
- 伊太郎 - 小久保丈二
- 橋本屋助蔵 - 小宮健吾
- 不動の勘右衛門 - 下元年世
- おのぶ – 亜呂奈
- - 円堂耕成
- - 大石昭弘
- - 池田勝志
- - 中島崇博
- - 岡山和之
- - 野々村仁
- - 杉本湖凛
- - 紫子
- - 渡辺万也
- 幸 - 若村麻由美
- 船影の忠兵衛 - 三國連太郎

## スタッフ
- 企画 - 能村庸一（フジテレビ）、武田功（松竹）
- プロデューサー - 保原賢一郎（フジテレビ）、成河広明（フジテレビ）、佐生哲雄（松竹）、足立弘平（松竹）
- 原作 - 池波正太郎　「殺しの波紋」「一寸の虫」（文春文庫刊）
- 脚本 - 古田求
- 音楽 - 津島利章
- 監修 - 小野田嘉幹
- 美術監修 - 西岡善信
- 料理指導 - 近藤文夫
- テーマ音楽 - インスピレイション / ジプシー・キングス
- ナレーター - 能村太郎
- 監督 - 石原興
- 制作 - フジテレビ、松竹株式会社